# OpenSolaris
OpenSolaris（オープンソラリス）はSolaris Operating Environmentテクノロジーを基本とした、サン・マイクロシステムズが始めたオープンソースプロジェクト、およびプロジェクトからリリースされるオペレーティングシステム (OS) の呼称である。以後区別のため、前者を「OpenSolarisプロジェクト」、後者を「OpenSolaris」と呼称する。

## 経緯
OpenSolarisプロジェクトは「Solaris」のオープンソース開発を目的とし、主にSolaris(SunOS)のユーザや開発者を対象として、ユーザグループ、ユーザコミュニティが世界各地で活動している。
しかしながら、2010年8月13日に、「OpenSolaris is officially now dead.」との表現がある、オラクル内部で回覧された文書を元にした情報が出まわり、混乱が生じた。後にオラクルはオープンソース化自体は維持するものの、いわゆるナイトリーコードの公開を取りやめることを明らかにしている。
2010年9月14日にOpenSolarisのフォークとしてOpenIndianaプロジェクトの設立が発表された。OpenIndianaの目的はOpenSolarisの後継となり、Solaris互換のフリーなOSを開発することである。またほぼ同時期にSolaris（厳密にはSunOSカーネルと関連ユーティリティティ、すなわちOS/Net）の完全オープンソース化を目指したillumosプロジェクトが始動している。OpenIndianaは将来的にこの成果物を使用する。
OpenIndianaはオラクルの支援は得ていない。これはRed Hat Enterprise LinuxとCentOSの関係と相似する（OpenIndiana自身のFAQでもそう述べている）。同プロジェクトいわく、"Fork"ではなく"Spork"（先割れスプーン）とのことである。
なお、紛らわしいのであるが、「Indiana」はOpenSolarisの開発名でもある。これが2010年後半の混乱に拍車をかける結果にもつながっている。

### 年表
- 2005年1月25日、OpenSolarisプロジェクト設立。サン・マイクロシステムズは自社が持つ1670件の特許をオープンソース化することを発表。
- 2005年2月、サン・マイクロシステムズがDTraceのソースコードを公開。
- 2005年6月14日、サン・マイクロシステムズがSolaris10のソースコードを公開。
- 2005年11月16日、ファイルシステム「ZFS」のソースコードを公開[2]。
- 2005年12月13日、サン・マイクロシステムズがBrandZ(Project Janus)を公開。
- 2008年5月5日、初のオープンソース版Solaris「OpenSolaris 2008.05」をリリース[3]。
- 2008年12月11日、OpenSolaris 2008.11 リリース。
- 2009年6月1日、OpenSolaris 2009.06リリース。SPARCプラットフォームに対応し、ZFSがSSDに対応したほか、新機能としてはProject Crossbowなどが追加された。
- 2010年4月16日、オラクルより、CD配布プログラムが廃止され、以降はダウンロードのみになる[4]。
- 2010年4月現在、最新ビルドが開発中であるが、オラクルからのアナウンスは無く、OpenSolaris理事会と連絡が取れない状態である[5]。
- 2010年8月13日、OpenSolaris公式サイトのディスカッションエリアにて、「OpenSolaris cancelled, to be replaced with Solaris 11 Express」と題された投稿がされる。オラクル内部で回覧された文書を元にした情報とされており、「OpenSolaris is officially now dead.」とも表現されている。
- 2010年8月23日、OpenSolaris運営委員会の議事録にて、「will return control of the community to Oracle」と、コミュニティの運営をオラクルへ返上するしかなかろうといったことが話し合われていると表現されている[6][7]。
- 2010年9月14日、OpenSolarisの後継となり、Solaris互換のフリーなOSを開発することを目的とするOpenIndianaプロジェクトの設立が発表された[1]。

## ライセンス
OSI承認のCDDL(Common Development and Distribution License)を用いている。これはサン・マイクロシステムズが特許訴訟対策を考慮してMPL(Mozilla Public License)を修正したオープンソースライセンスである。

## 参考
- SchilliX (OpenSolarisをLiveCD化したディストリビューション)
- Belenix (OpenSolarisをLiveCD化したディストリビューション)[リンク切れ]
- Nexenta OS (GNUプロジェクトのソフトウェアとSolaris、SunOSカーネルを融合し、Debianをベースとしたディストリビューション)
- Jaris (OpenSolarisをベースにした日本発信の主にクライアントを目的とするディストリビューション)[リンク切れ]
- Illumos - 後継となったオープンソースのオペレーティングシステム (OS) の名称。